# Mangua convoluta
Mangua convoluta is een spinnensoort in de taxonomische indeling van de Synotaxidae.
Het dier behoort tot het geslacht Mangua. De wetenschappelijke naam van de soort werd voor het eerst geldig gepubliceerd in 1990 door Raymond Robert Forster.